# La ventana indiscreta (programa de televisión)
La ventana indiscreta fue un programa televisivo peruano dirigido y conducido por la periodista Cecilia Valenzuela, entre 2003 y 2008, por Latina Televisión.

## Historia
El programa se emitía inicialmente los domingos, fuera del horario de sus competidores Cuarto poder y Panorama. En una entrevista a Terra, señaló que busca diferenciarse de sus programas «oficialistas» al ofrecer primicias de sus informes.
En 2005 comenzó a emitirse en el canal Sur Perú en otros países que residieron los peruanos. A partir el 9 de enero de 2006, empezó a emitirse en forma diaria (de lunes a viernes, a las 23:00) luego de la cancelación del programa del periodista César Hildebrandt, Hoy con Hildebrandt.
El proveedor principal de reportajes para el programa era Agencia Perú, agencia noticiosa dirigida también por Valenzuela, y que tras su salida formó Willax. Algunos reportajes generaron controversia sobre el tratamiento de ciudadanos acusados de terrorismo como ocurrió en abril de 2008.
El programa salió del aire en diciembre del año 2008. En esta última temporada solo se emitió los lunes para priorizar en el análisis de los reportajes.

## Investigaciones notables
El programa fue conocido por las investigaciones realizadas hacia el gobierno de Alejandro Toledo, como fue elegido, y su entorno. Desde sus inicios fue rastreada por el Consejo Nacional de Inteligencia para obtener información confidencial de sus periodistas, por lo que tema de discusión por el Consejo de la Prensa. El destituido jefe del Consejo Nacional de Inteligencia, Alfonso Panizo, justificó que buscaban encontrar al responsable de la «información errónea».
En 2003 Carlos Bruce demandó a la periodista por alegaciones en el reportaje que cuestionó su gestión como ministro de Vivienda, Construcción y Saneamiento. En 2004 identificó a una empresa de Pedro Toledo, hermano del entonces mandatario, como favorito para obtener la concesión de telefonía fija en Lima y Callao; esta persona amenazó legalmente a Valenzuela por estar relacionado con uno de los publicistas de Alberto Fujimori. En 2005 el programa realizó un nuevo reportaje sobre la apropiación indebida de los recursos de la entidad financiera Banco de Materiales, además de la intercepción de las conversaciones de Jesús Alvarado.
En 2006 presentó un nuevo reportaje sobre las denuncias de acoso sexual al candidato vicepresidencial de UPP, Carlos Torres Caro. Esto generó la molestia del candidato presidencial Ollanta Humala, por involucrar a Nadine Heredia como potencial víctima de acoso.

## Premios y nominaciones
| Año  | Premio                       | Categoría                                                    | Resultado | Ref.   |
| ---- | ---------------------------- | ------------------------------------------------------------ | --------- | ------ |
| 2006 | Premios Luces de El Comercio | Programa periodístico                                        | Ganador   | [ 25 ] |
| 2006 | Premios Luces de El Comercio | Conducción de programa periodístico (por Cecilia Valenzuela) | Ganadora  | [ 25 ] |